# Gubernatorzy Natalu
Poniższa lista przedstawia brytyjskich gubernatorów Kolonii Natalu ustanowionych po likwidacji niezależnej burskiej republiki.
Czcionką kursywą oznaczono osoby pełniące urząd tymczasowo.

## Specjalny komisarz
- Henry Cloete (10 maja 1843 - 31 maja 1844)
- Zarząd z Kolonii Przylądkowej (31 maja 1844 - 4 grudnia 1845)

## Gubernatorzy
- Martin Thomas West (4 grudnia 1845 - 1 sierpnia 1849)
- Benjamin Chilley Campbell Pine (1st time) (19 kwietnia 1850 - 3 marca 1855)
- John Scott (5 listopada 1856 - 31 grudnia 1864)
- John Maclean (31 grudnia 1864 - 26 lipca 1865)
- John Wellesley Thomas (26 lipca 1865 - 26 sierpnia 1865)
- John Jarvis Bisset (26 sierpnia 1865 - 24 maja 1867)
- Robert William Keate (24 maja 1867 - 19 lipca 1872)
- Anthony Musgrave (19 lipca 1872 - 30 kwietnia 1873)
- Thomas Milles (30 kwietnia 1873 - 22 lipca 1873)
- sir Benjamin Chilley Campbell Pine (22 lipca 1873 - 1 kwietnia 1875)
- Garnet Wolseley (1 kwietnia 1875 - 3 września 1875)
- sir Henry Ernest Gascoyne Bulwer (3 września 1875 - 20 kwietnia 1880)
- William Bellairs (20 kwietnia 1880 - 5 maja 1880)
- Henry Hugh Clifford  (5 maja 1880 - 2 lipca 1880)
- sir George Pomeroy Colley (2 lipca 1880 - 27 lutego 1881)
- Henry Alexander (zastępował Colleya 17 sierpnia 1880 - 14 września 1880)
- sir Henry Evelyn Wood (27 lutego 1881 - 3 kwietnia 1881)
- Redvers Henry Buller (3 kwietnia 1881 - 9 sierpnia 1881)
- Charles Bullen Hugh Mitchell (22 grudnia 1881 - 6 marca 1882)
- sir Henry Ernest Gascoyne Bulwer (6 marca 1882 - 23 października 1885)
- sir Arthur Elibank Havelock (18 lutego 1886 - 5 czerwca 1889)
- sir Charles Bullen Hugh Mitchell (1 grudnia 1889 - lipca 1893)
- Francis Seymour Haden (lipca 1893 - 27 września 1893)
- sir Walter Hely-Hutchinson (28 września 1893 - 6 maja 1901)
- sir Henry Edward McCallum (13 maja 1901 - 7 czerwca 1907)
- sir Matthew Nathan (2 września 1907 - 23 grudnia 1909)
- Paul Sanford Methuen, 3. Baron Methuen (17 stycznia 1910 - 31 maja 1910)

Urząd gubernatora zlikwidowano 31 maja 1910, gdy powstała, należąca do Związku Południowej Afryki Prowincja Natalu.